# 500 Milhas de Indianápolis de 1980
Resultados das 500 Milhas de Indianápolis de 1980, no circuito de Indianapolis no domingo, 25 de Maio de 1980.
| Pos final | Pos inicial | N.º | Nome              | Qual    | Rank | Voltas | Led | Posição      |
| --------- | ----------- | --- | ----------------- | ------- | ---- | ------ | --- | ------------ |
| 1         | 1           | 4   | Johnny Rutherford | 192.257 | 1    | 200    | 118 | Corrida      |
| 2         | 33          | 9   | Tom Sneva         | 185.290 | 19   | 200    | 16  | Corrida      |
| 3         | 32          | 46  | Gary Bettenhausen | 182.463 | 33   | 200    | 0   | Corrida      |
| 4         | 17          | 20  | Gordon Johncock   | 186.075 | 15   | 200    | 11  | Corrida      |
| 5         | 6           | 1   | Rick Mears        | 187.491 | 7    | 199    | 10  |              |
| 6         | 8           | 10  | Pancho Carter     | 186.480 | 11   | 199    | 5   |              |
| 7         | 16          | 25  | Danny Ongais      | 186.606 | 10   | 199    | 0   |              |
| 8         | 31          | 43  | Tom Bigelow       | 182.547 | 32   | 198    | 0   |              |
| 9         | 19          | 21  | Tim Richmond      | 188.334 | 5    | 197    | 1   |              |
| 10        | 23          | 44  | Greg Leffler      | 183.749 | 22   | 197    | 0   |              |
| 11        | 22          | 29  | Billy Engelhart   | 184.237 | 20   | 193    | 0   |              |
| 12        | 30          | 2   | Bill Vukovich II  | 182.741 | 31   | 192    | 0   |              |
| 13        | 18          | 96  | Don Whittington   | 183.927 | 21   | 178    | 0   |              |
| 14        | 12          | 14  | A.J. Foyt         | 185.500 | 16   | 173    | 0   | Válvulas     |
| 15        | 21          | 16  | George Snider     | 185.386 | 18   | 169    | 1   | Motor        |
| 16        | 24          | 18  | Dennis Firestone  | 183.701 | 23   | 137    | 0   | Transmissão  |
| 17        | 5           | 7   | Jerry Sneva       | 187.852 | 6    | 130    | 0   | Choque T1    |
| 18        | 25          | 99  | Hurley Haywood    | 183.561 | 24   | 127    | 0   | Fire         |
| 19        | 3           | 11  | Bobby Unser       | 189.994 | 3    | 126    | 26  | Turbo        |
| 20        | 2           | 12  | Mario Andretti    | 191.012 | 2    | 71     | 10  | Motor        |
| 21        | 28          | 38  | Jerry Karl        | 183.011 | 28   | 64     | 0   |              |
| 22        | 29          | 8   | Dick Simon        | 182.787 | 30   | 58     | 0   | Roda partida |
| 23        | 10          | 66  | Roger Rager       | 186.374 | 13   | 55     | 2   | Choque SC    |
| 24        | 11          | 23  | Jim McElreath     | 186.249 | 14   | 54     | 0   | Choque SC    |
| 25        | 20          | 70  | Gordon Smiley     | 186.848 | 9    | 47     | 0   | Turbo        |
| 26        | 7           | 15  | Johnny Parsons    | 187.412 | 8    | 44     | 0   | Piston       |
| 27        | 9           | 5   | Al Unser          | 186.442 | 12   | 33     | 0   | Cilindros    |
| 28        | 13          | 40  | Tom Bagley        | 185.405 | 17   | 29     | 0   | Pump         |
| 29        | 4           | 35  | Spike Gehlhausen  | 188.344 | 4    | 20     | 0   | Choque T1    |
| 30        | 27          | 94  | Bill Whittington  | 183.262 | 26   | 9      | 0   | Choque T1    |
| 31        | 15          | 26  | Dick Ferguson     | 182.880 | 29   | 9      | 0   | Choque T1    |
| 32        | 26          | 48  | Mike Mosley       | 183.449 | 25   | 5      | 0   |              |
| 33        | 14          | 95  | Larry Cannon      | 183.253 | 27   | 2      | 0   | Eixo         |